# 磷化三铁
磷化三铁是铁的磷化物之一，化学式为Fe3P。它是一种灰色的六方针状晶体。
磷化三铁可由铁和磷在高温下的化合反应来制备。磷化三铁和湿气、酸反应，生成磷化氢（PH3），它是一种有毒、可自燃的气体。
磷化三铁是一种半导体。它已用于高功率、高频的应用，例如激光二极管。